# Snellereactie-eenheid
Een snellereactie-eenheid of snellereactiemacht (Engels: rapid reaction force of quick reaction force) is een militaire eenheid of politie-eenheid die in staat is om in relatief korte tijd te reageren op een crisis. Politie-eenheden zoals SWAT- en arrestatieteams hebben een responstijd van enkele minuten, terwijl militaire snellereactie-eenheden als commando's binnen een periode van enkele uren of dagen moeten kunnen klaarstaan. Grotere snellereactie-eenheden moeten binnen enkele weken inzetbaar zijn.
Snellereactie-eenheden worden ingezet in snel ontwikkelende gevechtssituaties zoals aanvallen door guerrilla's of terroristen en andere conflictsituaties zoals rellen en opstanden waarbij bijvoorbeeld een ambassade geëvacueerd moet worden. Ook worden ze ingezet bij vredesoperaties en bij rampen.
Kleine eenheden, vaak commando's en andere speciale eenheden, worden meestal via de lucht vervoerd. Ze zijn daarom licht bewapend, maar wel zeer goed getraind. Grotere eenheden zoals het NATO Response Force kunnen bestaan uit land-, zee- en luchtcomponenten. Ze bestaan vaak uit gespecialiseerde troepen zoals commando's, luchtmobiele eenheden, luchtlandingstroepen en mariniers.

## Eenheden

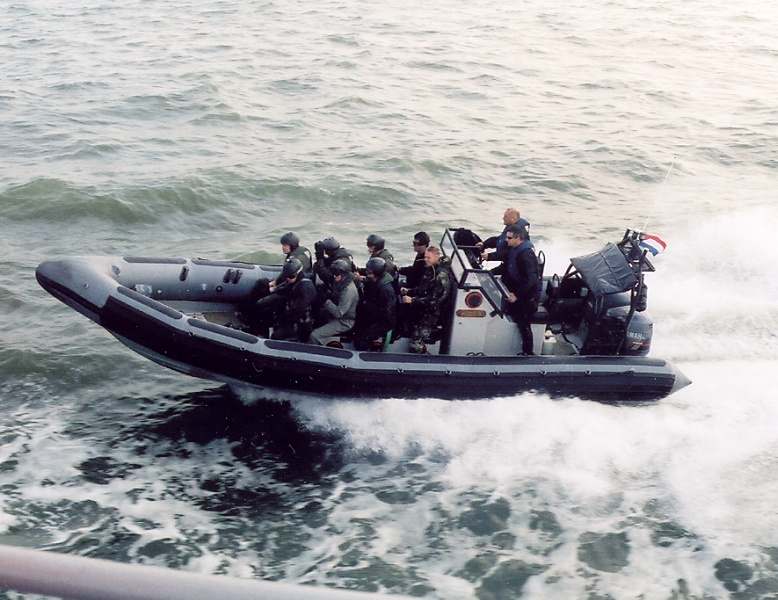
Leden van het Korps Mariniers in actie

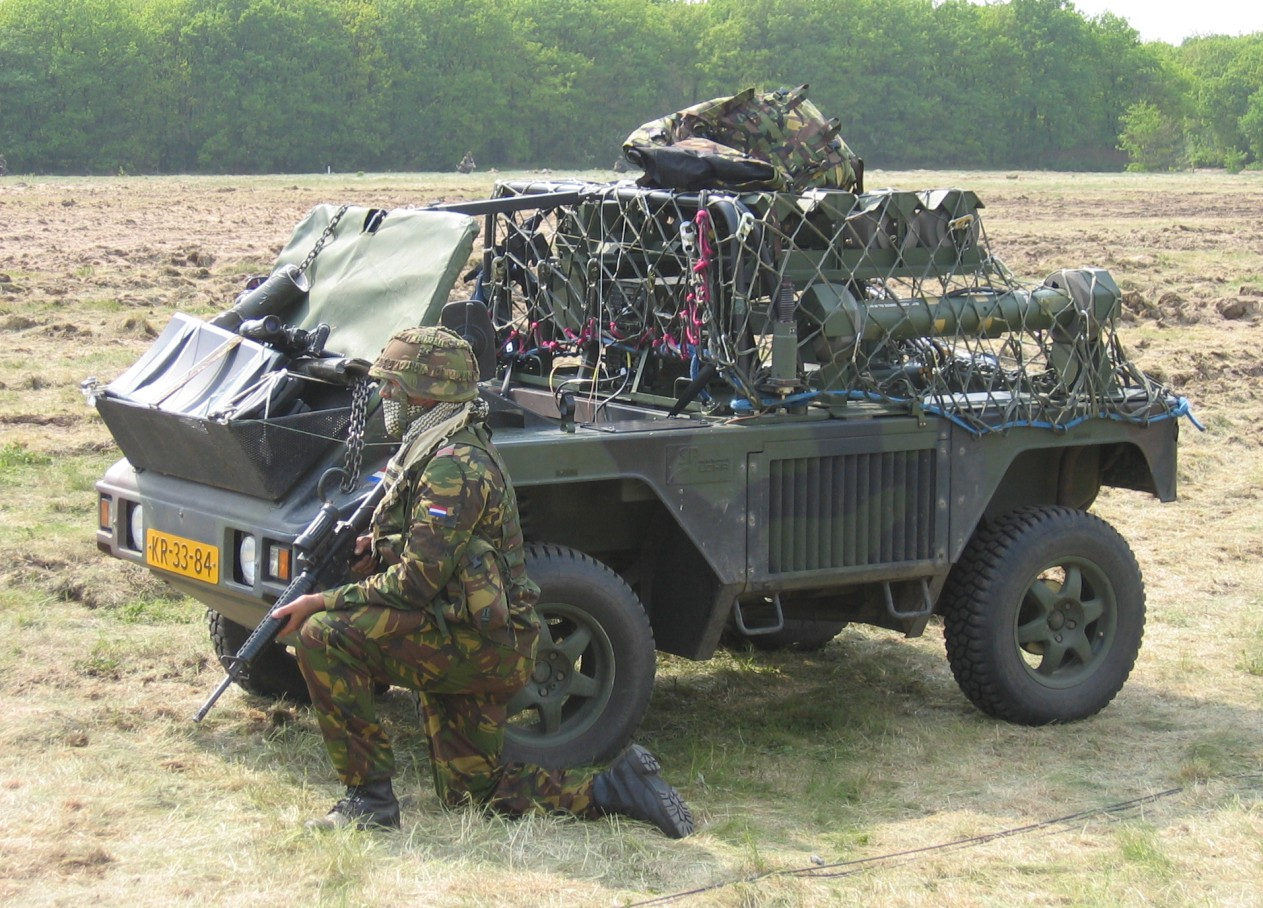
Voertuig van de 11 Luchtmobiele Brigade

Het Korps Mariniers is een Nederlandse snellereactie-eenheid. Het kan binnen 48 uur overal ter wereld worden ingezet. Het Korps neemt deel aan internationale vredesoperaties van de NAVO en de Verenigde Naties. Een andere Nederlandse snellereactie-eenheid, de 11 Luchtmobiele Brigade, kan binnen 15 tot 20 dagen overal ter wereld inzetbaar zijn om humanitaire hulp te verlenen of aanvalsoperaties uit te voeren.
De Belgische strijdkrachten omvatten een lichte brigade bestaande uit snellereactie-eenheden, waaronder twee bataljons paracommando's en een Special Forces Group. De Belgische politie heeft ook snellereactie-eenheden, zoals het snelleresponsteam van de lokale politie van Antwerpen.
Eurofor (European Rapid Operational Force) was een snellereactie-eenheid van de West-Europese Unie, later de Europese Unie, bestaande uit troepen uit Frankrijk, Italië, Portugal en Spanje. De eenheid werd gevormd in 1995 voor vredesoperaties. Eurofor werd ingezet bij de Kosovaarse vluchtelingencrisis in Albanië in 1999 en in Macedonië (2003-2004) bij de stabilisatie van het land na het einde van Albanese guerrilla-opstand.
Het Allied Rapid Reaction Corps (ARRC) is een snellereactie-eenheid van de NAVO bestaande uit Britse troepen. De eenheid, gevormd in 1992, kan binnen een periode van 5 tot 30 dagen in het veld staan. ARRC had het commando over de NAVO-landtroepen tijdens de IFOR-operatie in Bosnië in 1995-1996 en was het hoofdkwartier van de NAVO-landtroepen tijdens Operatie Allied Force in Kosovo in 1999. Het kreeg in 2006 het commando over de ISAF in Afghanistan.
De NAVO heeft ook de NATO Response Force (NRF), gevormd in 2002. Deze eenheid bestaat uit 25.000 manschappen die binnen 5 tot 30 dagen wereldwijd kunnen worden ingezet en voor minimaal 30 dagen actief kunnen zijn. Het is geen staand leger maar eerder een reserve van elitetroepen die getraind zijn om samen te werken en om onmiddellijk te reageren op een mobilisatiebevel van de NAVO. De NRF is onderdeel van een van de twee EU Battlegroups, die wereldwijd op korte termijn missies kunnen uitvoeren van 30 tot 120 dagen.
De Organisatie voor het Verdrag inzake Collectieve Veiligheid, een militair bondgenootschap bestaande uit Rusland en een aantal andere landen in de voormalige Sovjet-Unie, vestigde in 2009 een snellereactie-eenheid om snel te kunnen reageren op bedreigingen als militaire agressie, terrorisme en drugssmokkel. Deze eenheid (Russisch: Коллективные силы оперативного реагирования, КСОР, KSOR, Engels: Collective Rapid Reaction Force, CRRF) bestaat onder meer uit een Russische divisie luchtlandingstroepen, een Russische luchtmobiele brigade, een Wit-Russische Spetsnaz-brigade en een Kazachs bataljon mariniers.
De strijdkrachten van de Verenigde Staten hebben Ready Reaction Force- en Quick Reaction Force-eenheden, kleine eenheden van peloton-sterkte die snel kunnen reageren op situaties. De Amerikaanse strijdkrachten hanteren de meetstaaf REDCON (een afkorting voor readiness condition) om aan te geven welke staat van paraatheid een eenheid op dat moment heeft. In de hoogste staat van paraatheid blijven de voertuigmotoren aan en kan de eenheid binnen enkele minuten ingezet worden.
Het Amerikaanse Rapid Deployment Joint Task Force (RDJTF) was een grote Amerikaanse eenheid gevestigd in 1980 die bedoeld was om snel overal ter wereld ingezet te kunnen worden. In 1983 werd de eenheid omgevormd tot het United States Central Command.
De strijdkrachten van Frankrijk hadden van 1984 tot 1999 een snellereactie-eenheid, de Force d’action rapide. Deze eenheid van 47.000 manschappen bestond uit een luchtmobiele divisie en brigades van onder meer luchtlandingstroepen en mariniers.